# Перове
Перо́ве (до 1948 року — Бадана́, крим. Badana) — село Сімферопольського району Автономної Республіки Крим. Населення становить 3 880 осіб. Підпорядковане Перовській сільській раді.
2011 року збудовано сонячну електростанцію Перове, що фактично розташована поблизу села Ключі.

## Географія
Село Перове розташоване на південно-західній околиці Сімферополя, фактично відділене від міста тільки залізницею. Залізнична станція Сімферополь — приблизно за 1 км на північ.
Над селом знаходиться лісіста гора Ботке.

## Пам'ятки
В районі Перова, Залісся, Кизилівки, Костянтинівни, Обрива, Партизанського та Українки виявлено понад 20 археологічних пам'яток, у тому числі поселення доби палеоліту, мезоліту, неоліту, міді; поселення, городища, сховища та могильники доби бронзи, таврів, скіфів, а також три середньовічні поселення, могильник та залишки храму.

## Історія
Перша документальна згадка села зустрічається в камеральному Описі Криму 1784, судячи з якого в останній період Кримського ханства Бадана входила до Акмечетського каймаканства. Після анексії Криму Російською імперією 8 лютого 1784, село було приписане до Сімферопольському повіту Таврійської області. Після Павлівських реформ, з 1792 по 1802 рік, входило в Акмечетський повіт Новоросійської губернії. За новим адміністративним поділом, після створення 8 (20) жовтня 1802 Таврійської губернії, Бадана була включена до складу Ескіординської волості Сімферопольського повіту. У «Ведомости о всех селениях, у Симферопольском уезде состоящих…» 1805 в Бадані числилося 18 дворів та 99 жителів кримських татар.
На військово-топографічній карті 1817 позначена Бадана з 16 дворами. На карті 1842 Бадана позначений умовним знаком «мале село», тобто менше 5 дворів. У «Списку населених місць Таврійської губернії за відомостями 1864», складеному за результатами VIII ревізії 1864, Бада — кримськотатарське село з 4 дворами та 5 жителями (на карті 1865 позначена село Атента, без вказівки числа дворів). У «Пам'ятній книзі Таврійської губернії 1889 року» село не значиться, а на докладній карті 1892 року на її місці позначені «руїни села». У Статистичному довіднику Таврійської губернії. . Ч.2-а. Статистичний нарис, Випуск п'ятий Євпаторійський повіт, 1915 р. фігурує економія Бадана якогось Булатова П. І.
У Списку населених пунктів Кримської АРСР по Всесоюзного перепису 17 грудня 1926 Бадани немає.
В опублікованих документах знову зустрічається в указі Президії Верховної Ради РРФСР від 18 травня 1948, яким населений пункт радгоспу Бадана був перейменований на Перове на честь Героя Радянського Союзу, підводника Івана Перова.
У 2013 році в селі закрилася одна з найбільших у недавньому минулому у Криму птахофабрика «Південна».

## Динаміка чисельності населення
- 1805 — 99 чол.
- 1864 — 5 чол.
- 1939 — 319 чол.
- 1989 — 3485 чол.
- 2001 — 3880 чол.

## Відомі люди
- Боданінський Усеїн Абдурефійович (1877—1938) — діяч кримськотатарської культури, художник-декоратор, етнограф, історик, музейний працівник. Засновник і перший директор музею у бахчисарайському Ханському палаці.
- Мельников Володимир Володимирович (1971—2015) — молодший сержант Збройних сил України, учасник російсько-української війни.